# Louis Adam
Jean Louis Adam (Muttersholtz, Alsacia, 1758 – París, 8 de abril de 1848) fue un pianista y compositor de música clásica francés.

## Biografía
Realizó sus estudios en Estrasburgo, bajo la dirección de Hepp, organista de aquella célebre catedral. A los 17 años se estableció en París, dando un concierto y una sinfonía para violín, arpa y piano, combinación desconocida hasta entonces, que le valió la amistad y protección de Gluck, el cual, reconociendo su mérito, le encargó el arreglo de muchas piezas de sus óperas. 
Desde entonces, dejó de componer y se dedicó exclusivamente a la enseñanza del piano. Fue nombrado profesor del conservatorio de París en 1797, cargo que realizó con gran entusiasmo y celo hasta 1842, en qué la dirección del conservatorio le confirió el título de inspector general de las clases de piano, y lo nombró miembro del comité de estudios.
Desde 1829 fue caballero de la Legión de Honor. Se le considera como el fundador y jefe de la escuela francesa de piano, de su clase surgieron numerosos alumnos notables, entre ellos: Kalkbrenner, Hérold, Ilhemaigne, Henri le Moine. Además de numerosas sonatas, melodías y romances, publicó tres obras de estudio para la enseñanza del piano: Les premières leçons, Méthode nouvelle pour le piano, y, en colaboración con Lachnith, Méthode ou principe général du doigté pour le forte-piano. 
Es padre del distinguido compositor Adolphe Adam.